# Luigi Barral
Luigi Barral (* 23. März 1907 in Perosa Argentina, Italien; † 7. November 1962 in Lyon) war ein italienisch-französischer Radrennfahrer.

## Sportliche Laufbahn
Barral fuhr zunächst Radrennen in Italien, siedelte dann nach seiner aktiven Laufbahn nach Frankreich über und wurde 1949 französischer Staatsbürger.
1929 bis 1931 startete er als Unabhängiger. 1934 wurde er Berufsfahrer im Radsportteam Bianchi und blieb bis 1939 als Profi aktiv. Barral war ein starker Bergfahrer und holte die Mehrzahl seiner Siege in bergigen Rennen.
Der Sieg im Eintagesrennen Giro di Campania 1931 vor Francesco Camusso war sein erster bedeutender Erfolg. 1932 war er in den Rennen Course de côte du Mont Faron (wie auch 1934) und Grand Prix de Nizza (wie auch 1935) erfolgreich. Das Bergrennen Nizza–Mont Agel gewann er 1933 bis 1937. Es folgten Siege in den Rennen Course de côte de La Turbie 1935, Course de côte du Puy de Dôme und Marseille–Nizza 1936.
Zweite Plätze holte er 1933 in der Lombardei-Rundfahrt hinter Domenico Piermontesi und 1937 in der Trophée des Grimpeurs hinter Louis Thiétard.
Barral bestritt alle Grand Tours. Im Giro d’Italia startete er sechsmal. 1931 wurde er 34., 1932 8., 1934 10., 1937 15. des Gesamtklassements. 1930 und 1933 schied er aus. In der Tour de France belegte er 1932 den 9. Platz. Die Vuelta a España sah ihn zweimal am Start. Er erreichte 1935 und 1936 das Ziel der Rundfahrt nicht.